# Chiesa dei Santi Pietro e Paolo (Marsicovetere)
La chiesa dei Santi Pietro e Paolo è la parrocchiale di Marsicovetere, in provincia di Potenza ed arcidiocesi di Potenza-Muro Lucano-Marsico Nuovo; fa parte della zona pastorale della Val d'Agri.

## Storia
Originariamente sorgevano a Marsicovetere due chiesette, d'origine medievale, poste l'una di fianco all'altra, come è stato accertato in occasione del restauro antisismico alla fine del Novecento.
Nel Seicento venne edificata la nuova parrocchiale in stile barocco napoletano; i lavori furono portati a compimento nel 1639, come testimoniato da un'iscrizione sull'architrave del portale d'ingresso.
Il terremoto del 1857 arrecò alla chiesa vari danni, il risanamento dei quali iniziò, a causa della mancanza dei fondi necessari, solo nel 1889, per poi essere terminati in occasione del Giubileo del 1900.
Nuove lesioni all'edificio vennero provocate dall'evento sismico del 1980; la chiesa dovette quindi essere sotroposta a un intervento di ripristino e di restauro.
Nel 2014 fu condotto l'adeguamento liturgico secondo le norme postconciliari mediante l'aggiunta dell'ambone e del policromo altare rivolto verso l'assemblea.

## Descrizione

### Esterno
La facciata a salienti della chiesa, rivolta a sudest, è suddivisa da una cornice marcapiano in due registri, entrambi scanditi da lesene; quello inferiore, più largo, è caratterizzato dal portale d'ingresso architravato, mentre quello superiore presenta una nicchia centrale e due finestre laterali ed è coronato dal timpano di forma triangolare.
Annessa alla parrocchiale è la torre campanaria a pianta quadrata, la cui cella presenta su ogni lato una monofora a tutto sesto.

### Interno

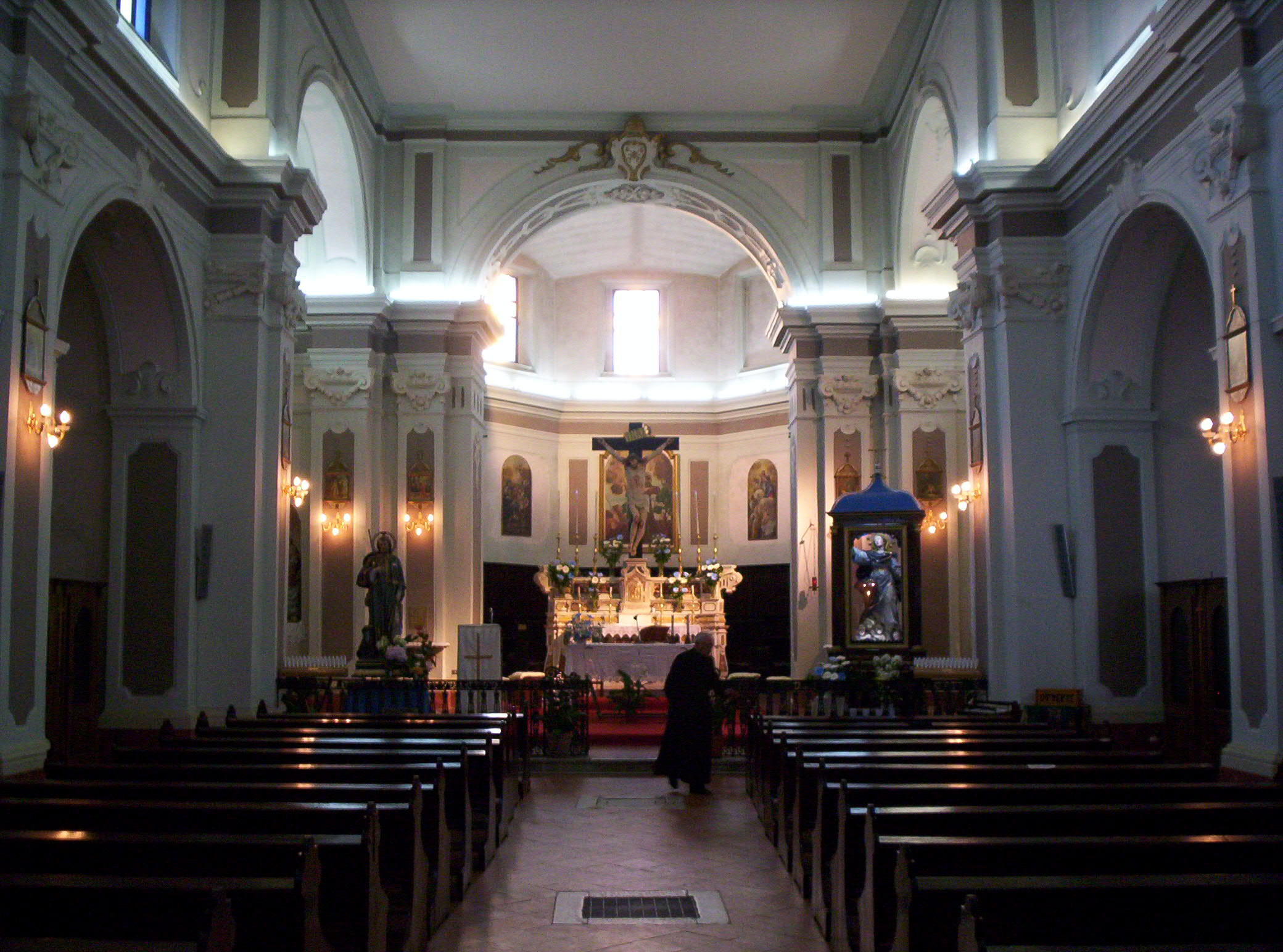
L'interno

L'interno dell'edificio, la cui pianta è a croce latina, si compone di un'unica navata, sulla quale si affacciano le cappelle laterali, introdotte da archi a tutto sesto, e le cui pareti sono scandite da lesene con capitelli ionici sorreggenti la trabeazione modanata e aggettante sopra la quale si imposta il registro attico caratterizzato dalle finestre; al termine dell'aula si sviluppa il presbiterio, rialzato di alcuni gradini, ospitante l'altare maggiore e chiuso dall'abside poligonale.
Qui sono conservate diverse opere di pregio, tra le quali la statua con soggetto la Madonna col Bambino, risalente al XIV secolo, gli stalli del coro, realizzati nel XVIII secolo, il fonte battesimale, costruito nel Cinquecento, e le tele raffiguranti San Giovanni Battista, San Bernardino e l'Incoronazione di Maria, di scuola caravaggesca.